# Honkajoki
Honkajoki est une municipalité de l'ouest de la Finlande, dans la province de Finlande occidentale et la région du Satakunta. Son nom était Hongonjoki jusqu'en 1952.

## Géographie
La commune est largement rurale. En raison de la présence du système de moraines du Suomenselkä, le terrain est plus accidenté et le sol moins fertile que dans le reste de la région. La densité de population plus faible en est une conséquence logique. La faible diversification de l'économie (dominée par l'agriculture et l'artisanat) est une des raisons de la baisse de presque 50 % de la population depuis 1957, baisse qui n'est pas encore enrayée à l'heure actuelle.
La majorité de la population est concentrée dans le centre administratif, autour de l'église terminée en 1810. Le village-centre est traversé par la rivière Karvianjoki. La commune compte 9 autres villages.
Les municipalités voisines sont Karvia au nord-est, Kankaanpää au sud-est, Siikainen au sud-ouest, et côté Ostrobotnie du Sud Isojoki au nord-ouest et Kauhajoki au nord.

## Histoire
Honkajoki est connue des archéologues pour abriter des vestiges d'habitat de l'âge de la pierre. Un petit musée présente les fouilles et les découvertes principales.

## Démographie
| 1980  | 1985  | 1990  | 1995  | 2000  |
| ----- | ----- | ----- | ----- | ----- |
| 2 559 | 2 491 | 2 393 | 2 320 | 2 170 |

| 2005  | 2010  | 2015  | 2020  | - |
| ----- | ----- | ----- | ----- | - |
| 2 011 | 1 878 | 1 793 | 1 620 | - |

## Personnalités
- Seppo Alahonko (1947-), lieutenant colonel
- Jouko Enkelnotko (1970-), acteur
- Ville Heinola (2001-), hockeyeur
- Jiri Mäntysalo (2000-), politicien